# Cooperstown, New York
Cooperstown är administrativ huvudort i Otsego County i delstaten New York. Vid 2020 års folkräkning hade Cooperstown 1 794 invånare.
I Cooperstown ligger National Baseball Hall of Fame and Museum.

## Kända personer
- Kenneth Bainbridge, fysiker
- Omar D. Conger, politiker
- Nancy Dupree, kulturvårdare
- Robert L. Gibson, astronaut
- Lauren Groff, författare
- Ellen Clementine Howarth, poet